# Ytter-Josjön
Ytter-Josjön är en sjö i Umeå kommun i Västerbotten och ingår i Umeälvens huvudavrinningsområde. Sjön har en area på 0,0915 kvadratkilometer och ligger 193,1 meter över havet. Sjön avvattnas av vattendraget Kvarnbäcken.

## Delavrinningsområde
Ytter-Josjön ingår i det delavrinningsområde (708212-169256) som SMHI kallar för Utloppet av Ytter-Josjön. Medelhöjden är 200 meter över havet och ytan är 0,45 kvadratkilometer. Räknas de 2 avrinningsområdena uppströms in blir den ackumulerade arean 2,45 kvadratkilometer. Kvarnbäcken som avvattnar avrinningsområdet har biflödesordning 3, vilket innebär att vattnet flödar genom totalt 3 vattendrag innan det når havet efter 57 kilometer. Avrinningsområdet består mestadels av skog (80 procent). Avrinningsområdet har 0,09 kvadratkilometer vattenytor vilket ger det en sjöprocent på 20,2 procent.